# Rolling Vengeance
Rolling Vengeance è un film canadese del 1987 diretto da Steven H. Smith.

## Trama
Joey Rosso é sconvolto e desideroso di vendetta verso i criminali che hanno ucciso la madre e le due sorelle piccole e rapendo la sua compagna, e decide di vendicarsi costruendo un monster truck, noto anche come "Rolling Vengeance.